# Miethe-Gletscher
Der Miethe-Gletscher ist ein 5 km langer Gletscher an der Danco-Küste des Grahamlands im Norden der Antarktischen Halbinsel. Er fließt in nordwestlicher Richtung zur Thomas Cove an der Gerlache-Straße, die er unmittelbar südlich des Mount Banck erreicht.
Erstmals verzeichnet ist der Gletscher auf einer argentinischen Landkarte aus dem Jahr 1952. Das UK Antarctic Place-Names Committee benannte ihn 1960 nach dem deutschen Chemiker Adolf Miethe (1862–1927), der 1903 als Erster eine panchromatische Emulsion zur Sensibilisierung fotografischer Platten verwendet hatte.